# معامل الحجوم
في نظرية الحقل الكمي للنسبية العامة يمثل معاملات الحجوم لقياس الأبعاد الهندسية للزمكان. و الذي يعطى وفقا للعلاقة التالية:

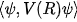

و الذي يمثل القيمة المتوقعة لحجم منطقة ما ضمن حدود الزمكان. في الجاذبية الحلقية الكمية على سبيل المثال التي تقول بحساب معاملات الحجوم, و معاملات المساحات, والسطح بصورة مستقلة.